# Rhagodax wadidaba
Rhagodax wadidaba är en spindeldjursart som beskrevs av Roewer 1941. Rhagodax wadidaba ingår i släktet Rhagodax och familjen Rhagodidae. Inga underarter finns listade i Catalogue of Life.